# (5138) Gyoda
(5138) Gyoda est un astéroïde de la ceinture principale.

## Description
(5138) Gyoda est un astéroïde de la ceinture principale. Il fut découvert le 13 novembre 1990 à Okutama par Tsutomu Hioki et Shuji Hayakawa. Il présente une orbite caractérisée par un demi-grand axe de 3,10 UA, une excentricité de 0,17 et une inclinaison de 0,8° par rapport à l'écliptique.

## Compléments